# Дерріл Бойс
Дерріл Бойс (англ. Darryl Boyce, нар. 7 липня 1984, Саммерсайд) — канадський хокеїст, що грав на позиції центрального нападника.

## Ігрова кар'єра
Хокейну кар'єру розпочав 2000 року виступами за юніорську команду «Саммерсайд Вестерн Кепіталс». Згодом продовжив кар'єру виступаючи за клуби «Перрі-Саунд Шемрокс» та «Торонто Сент Майклз Майорс» (ОХЛ).
Два сезони відіграв за університетську команду в студентській лізі Ю Спортс.
Професійну клубну кар'єру розпочав у сезоні 2007–08 захищаючи кольори команди «Торонто Марліс». 1 січня 2008 року підписав однорічну угоду з клубом НХЛ «Торонто Мейпл-Ліфс».
14 липня 2011 року Бойс підписав річний контракт з «Мейпл-Ліфс».
25 лютого 2012 року Дерріл перейшов до клубу «Колумбус Блю-Джекетс».
У січні 2013 року Бойс підписав контракт з фінським клубом ЮІП.
Свій наступний сезон канадець провів у складі клубу «Спрингфілд Фалконс».
11 червня 2014 року Дерріл уклав доврічну угоду з фінською командою ЮІП.
У травні 2016 року Бойс перейшов до німецького клубу «ЕРК Інгольштадт».
15 травня 2017 року канадець підписав дворічний контракт з іншою німецькою командою «Дюссельдорф ЕГ».
15 серпня 2018 року Бойс завершив свою 11-річну професійну кар'єру, ставши координатором хокейних операцій та розвитку гравців юніорської команди «Монктон Вайлдкетс».
Загалом провів 84 матчі в НХЛ.

## Статистика
| Сезон        | Клуб                          | Ліга         | Регулярний сезон | Регулярний сезон | Регулярний сезон | Регулярний сезон | Регулярний сезон | Плей-оф | Плей-оф | Плей-оф | Плей-оф | Плей-оф |
| Сезон        | Клуб                          | Ліга         | І                | Г                | П                | О                | ШХ               | І       | Г       | П       | О       | ШХ      |
| ------------ | ----------------------------- | ------------ | ---------------- | ---------------- | ---------------- | ---------------- | ---------------- | ------- | ------- | ------- | ------- | ------- |
| 2000–01      | «Саммерсайд Вестерн Кепіталс» | МЮХЛ         | 1                | 3                | 3                | 6                | 0                | —       | —       | —       | —       | —       |
| 2000–01      | «Перрі-Саунд Шемрокс»         | ОЮХЛ         | 2                | 0                | 0                | 0                | 14               | —       | —       | —       | —       | —       |
| 2001–02      | «Торонто Сент Майклз Майорс»  | ОХЛ          | 67               | 10               | 11               | 21               | 71               | 15      | 2       | 5       | 7       | 46      |
| 2002–03      | «Торонто Сент Майклз Майорс»  | ОХЛ          | 64               | 16               | 21               | 37               | 119              | 19      | 1       | 3       | 4       | 28      |
| 2003–04      | «Торонто Сент Майклз Майорс»  | ОХЛ          | 64               | 13               | 24               | 37               | 110              | 18      | 1       | 3       | 4       | 23      |
| 2004–05      | «Торонто Сент Майклз Майорс»  | ОХЛ          | 67               | 15               | 35               | 50               | 152              | 10      | 2       | 5       | 7       | 28      |
| 2005–06      | Університет Нью-Брансвік      | Ю Спортс     | 28               | 15               | 17               | 32               | 50               | —       | —       | —       | —       | —       |
| 2006–07      | Університет Нью-Брансвік      | Ю Спортс     | 25               | 14               | 19               | 33               | 63               | —       | —       | —       | —       | —       |
| 2007–08      | «Торонто Марліс»              | АХЛ          | 41               | 8                | 16               | 24               | 71               | —       | —       | —       | —       | —       |
| 2007–08      | «Торонто Мейпл-Ліфс»          | НХЛ          | 1                | 0                | 0                | 0                | 0                | —       | —       | —       | —       | —       |
| 2008–09      | «Торонто Марліс»              | АХЛ          | 73               | 12               | 18               | 30               | 131              | 6       | 2       | 0       | 2       | 27      |
| 2009–10      | «Торонто Марліс»              | АХЛ          | 20               | 2                | 9                | 11               | 48               | —       | —       | —       | —       | —       |
| 2010–11      | «Торонто Марліс»              | АХЛ          | 35               | 6                | 10               | 16               | 48               | —       | —       | —       | —       | —       |
| 2010–11      | «Торонто Мейпл-Ліфс»          | НХЛ          | 46               | 5                | 8                | 13               | 33               | —       | —       | —       | —       | —       |
| 2011–12      | «Торонто Марліс»              | АХЛ          | 22               | 4                | 6                | 10               | 22               | —       | —       | —       | —       | —       |
| 2011–12      | «Торонто Мейпл-Ліфс»          | НХЛ          | 17               | 1                | 1                | 2                | 16               | —       | —       | —       | —       | —       |
| 2011–12      | «Колумбус Блю-Джекетс»        | НХЛ          | 20               | 0                | 3                | 3                | 19               | —       | —       | —       | —       | —       |
| 2012–13      | «Гамільтон Буллдогс»          | АХЛ          | 22               | 1                | 6                | 7                | 27               | —       | —       | —       | —       | —       |
| 2012–13      | ЮІП                           | СМ-Л         | 14               | 1                | 3                | 4                | 22               | 11      | 3       | 0       | 3       | 31      |
| 2013–14      | «Спрингфілд Фалконс»          | АХЛ          | 63               | 15               | 17               | 32               | 100              | 5       | 1       | 2       | 3       | 6       |
| 2014–15      | ЮІП                           | СМ-Л         | 57               | 10               | 15               | 25               | 82               | 12      | 0       | 2       | 2       | 4       |
| 2015–16      | ЮІП                           | СМ-Л         | 32               | 1                | 5                | 6                | 16               | 10      | 3       | 4       | 7       | 10      |
| 2016–17      | «ЕРК Інгольштадт»             | ДХЛ          | 48               | 11               | 20               | 31               | 82               | 2       | 0       | 0       | 0       | 4       |
| 2017–18      | «Дюссельдорф ЕГ»              | ДХЛ          | 47               | 6                | 14               | 20               | 40               | —       | —       | —       | —       | —       |
| Усього в НХЛ | Усього в НХЛ                  | Усього в НХЛ | 84               | 6                | 12               | 18               | 68               | —       | —       | —       | —       | —       |